# ویکی‌پدیای تاجیکی
ویکی‌پدیای فارسی تاجیکی (به تاجیکی: Википедиаи Тоҷикӣ) نسخهٔ زبان فارسی تاجیکی وبگاه ویکی‌پدیا است. ویکی‌پدیای زبان فارسی تاجیکی تا ۲۲ مهٔ ۲۰۱۱، با بیش از ۹٬۳۰۰ مقاله، در ردهٔ صد و دوم ویکی‌پدیاها قرار داشت. در ۱۹ مهٔ ۲۰۱۲، همراه با ویکی‌پدیای گالیک اسکاتلندی، از مرز ۱۰٬۰۰۰ مقاله گذشت و در ردهٔ صد و دهم ویکی‌پدیاها قرار گرفت. در تاریخ ۱۳ سپتامبر ۲۰۱۳، با بیش از ۲۱٬۶۲۳ مقاله، در ردهٔ نود و پنجم ویکی‌پدیاها جای گرفت. در ۲۸ مهٔ ۲۰۱۶ با بیش از ۴۶٬۰۰۰ مقاله در ردهٔ هفتاد و هفتم قرار گرفت. در ۲۷ ژوئن ۲۰۱۸، با بیش از ۹۴٬۰۰۰ مقاله، در رتبهٔ شصت و دوم قرار داشت.
ویکی‌پدیای تاجیکی، هم‌اکنون ۲۵ مارس ۲۰۲۵ میلادی، ۵۶٬۷۴۰ کاربرِ ثبت‌نام‌کرده، ۶ مدیر، و ۱۱۴٬۹۹۲ مقاله دارد.
این نسخه از ویکی‌پدیا دارای مبدل سیریلیک به لاتین است.